# Swamp Thing (serie televisiva)
Swamp Thing è una serie televisiva statunitense basata sull'omonimo fumetto creato da Len Wein e Bernie Wrightson per la DC Comics.
La serie è stata pubblicata su DC Universe a partire dal 31 maggio 2019, con un episodio a cadenza settimanale, per un totale di 10 episodi; tuttavia dopo la distribuzione del primo episodio è stata annunciata la cancellazione della serie, per motivi ancora ignoti la stagione sarà caricata integralmente sulla piattaforma streaming, ma non ci sarà un prosieguo.
I diritti su Swamp Thing sono stati successivamente acquisiti da The CW, che ha mandato in onda le repliche della serie dal 6 ottobre 2020 al 22 dicembre 2020.

## Trama
Abby Arcane torna a casa a Marais, in Louisiana, per cercare una cura ad un'epidemia molto strana che si sta propagando dalle paludi, dove incontra uno scienziato caduto in disgrazia, Alec Holland, con il quale sviluppa uno stretto legame. Abby e Alec cominciano a capire che non si tratta di un semplice virus. Dopo che Holland è tragicamente morto, Abby scopre i misteri della palude e che Holland potrebbe essere ancora vivo, perché una misteriosa creatura afferma di essere lui.
Gli antagonisti principali sono la famiglia Sunderland (composta dal padre Avery, la madre Maria e l’ormai defunta figlia Shawna) e il Dr. Jason Woodrue/Uomo Floronico.

## Episodi
| Stagione       | Episodi | Pubblicazione |
| -------------- | ------- | ------------- |
| Prima stagione | 10      | 2019          |

## Personaggi e interpreti

### Principali
- Alec Holland / Swamp Thing, interpretato da Andy Bean (Holland), Derek Mears (Swamp Thing) e[3] doppiato da Gabriele Sabatini.
Alec Holland è un biologo caduto in disgrazia che inizialmente lavorava per Avery. Assassinato quando inizia a scoprire un'operazione illegale nella palude, i suoi ricordi sopravvivono all'interno di Swamp Thing.[4]
Swamp Thing è un'entità vegetale creata dai ricordi di Alec Holland, inizialmente credeva di essere Holland. Possedendo il controllo elementale della vegetazione e delle capacità rigenerative, tenta di difendere la palude, la città e il mondo naturale in generale.[4]
- Abigail "Abby" Arcane, interpretata da Crystal Reed[5] e doppiata da Francesca Manicone.
Un medico del CDC che indaga su un'orribile epidemia pericolosa per la vita nella sua città natale, mentre affronta di nuovo il suo passato.[6] Melissa Collazo interpreta Abby da adolescente.
- Maria Sunderland, interpretata da Virginia Madsen[7] e doppiata da Roberta Pellini.
La moglie di Avery Sunderland, il cui dolore per la perdita di sua figlia, Shawna, riappare quando Abby torna a casa e attira Maria nei misteri soprannaturali della palude.[8]
- Matt Cable, interpretato da Henderson Wade e doppiato da Marco Vivio.
Un agente di polizia che lavora insieme a sua madre, Lucilia, che si ritrova in gravi difficoltà quando eventi soprannaturali iniziano a minacciare la città. È anche un amico d'infanzia di Abby.[9]
- Liz Tremayne, interpretata da Maria Sten.[10], doppiata da Eleonora Reti.
Giornalista e barista locale che è una cara amica d'infanzia di Abby Arcane.[11]
- Madame Xanadu/Nimue Inwudu, interpretata da Jeryl Prescott.[7]
Una cieca indovina le cui capacità psichiche possono rivelare il futuro.[12]
- Lucilia Cable, interpretata da Jennifer Beals.[10]
La sceriffa "dura e pragmatica" di Marais con una forte devozione per suo figlio, Matt.[13]
- Avery Sunderland, interpretato da Will Patton, doppiato da Luca Biagini.[14]
Un uomo d'affari di spicco nel Marais, che, pur restituendo pubblicamente alla comunità, è determinato a sfruttare il potere della palude a scopo di lucro come cornucopia farmaceutica. Era anche il genitore adottivo di Abby Arcane dopo la morte di sua madre.[15]
- Jason Woodrue / Floronic Man, interpretato da Kevin Durand.
Un biogenetico, introdotto per studiare le proprietà della palude, lo porta a fissarsi per sbloccarne il potenziale, che ha conseguenze tragiche e mostruose per lui.[16]

### Ricorrenti
- Daniel Cassidy/Blue Devil, interpretato da Ian Ziering.
Un ex stuntman che, dopo essere diventato semi-famoso dopo aver interpretato il demoniaco Blue Devil in un film, cerca di riconquistare la sua ex fama.[17][18]
- Susie Coyle, interpretata da Elle Graham.
Una ragazza a cui è stata diagnosticata una "influenza verde", sembra avere una misteriosa connessione con Swamp Thing e fa amicizia con Abby.
- Harlan Edwards, interpretato da Leonardo Nam.
Uno specialista gay del CDC che è il secondo in comando di Abby.[19][20]
- Shawna Sunderland, interpretata da Given Sharp.
L'amica d'infanzia di Abby e la figlia defunta di Maria e Avery, che appare in entrambi i flashback e come un fantasma per sua madre.
- Caroline Woodrue, interpretata da Selena Anduze.
Una scienziata e moglie di Jason Woodrue che ha il morbo di Alzheimer.
- Straniero Fantasma, interpretato da Macon Blair.
- Delroy Tremayne, interpretato da Al Mitchell. Il padre di Liz.
- Nathan Ellery, interpretato da Michael Beach.
- Burritt Sunderland, interpretato da Steve Wilcox. Il padre di Avery.

### Guest
- Jones, interpretato da RJ Cyler.
- Munson / Rot, interpretato da Micah Fitzgerald.
- Dr. Palomar, interpretata da Adrienne Barbeau.
Il vicedirettore del CDC. Barbeau è apparso in precedenza nell'adattamento cinematografico del 1982 di Swamp Thing nel ruolo di Alice Cable, una fusione di Abby Arcane e Matt Cable.
- Shaw, interpretato da Jake Busey.
- Dr. Chowodury, interpretato da Tim Russ.

## Produzione

### Sviluppo
Il 2 maggio 2018 è stato annunciato che DC Universe aveva dato un ordine per una sceneggiatura. Mark Verheiden e Gary Dauberman avrebbero dovuto scrivere il primo episodio della serie e produrlo insieme a James Wan e Michael Clear. Rob Hackett doveva essere il co-produttore. Le case di produzione coinvolte nella serie sono state programmate per includere la Atomic Monster Productions e la Warner Bros. Television. Il 4 settembre 2018, è stato riferito che Len Wiseman avrebbe diretto il primo episodio e che sarebbe anche stato il produttore esecutivo della serie, insieme a Verheiden, Dauberman, Wan e Clear.
Nonostante sia stata distribuita sullo stesso servizio, la serie non apparterrà allo stesso universo delle altre serie live-action del servizio, tra cui Titans e Doom Patrol. Il 6 giugno 2019, la serie è stata cancellata una settimana dopo la sua prima trasmissione. Prima dell'annullamento della serie, c'erano piani per introdurre Justice League Dark e creare uno spin-off basato su quella squadra.

### Casting
Nel settembre 2018, è stato annunciato che Crystal Reed e Maria Sten erano state scelte rispettivamente nei ruolo di Abby Arcane e Liz Tremayne. Anche Jennifer Beals è stata annunciata nel ruolo ricorrente della sceriffa Lucilia Cable, anche se in seguito è stato rivelato che era parte del cast principale. Alla fine di ottobre e all'inizio di novembre del 2018, entrarono nel cast anche Jeryl Prescott nel ruolo di Madame Xanadu; Virginia Madsen nel ruolo di Maria Sunderland; Will Patton nel ruolo di Avery Sunderland; Andy Bean e Derek Mears nei ruoli rispettivi di Alec Holland e Swamp Thing; Henderson Wade nel ruolo di Matt Cable; e Kevin Durand nel ruolo di Jason Woodrue.
Nel settembre 2018, Jennifer Beals è stata scelta per il ruolo di Lucilia Cable. Nel dicembre 2018, Ian Ziering si è unito al cast nel ruolo ricorrente di Daniel Cassidy / Blue Devil, e un mese dopo, Leonardo Nam è stato scelto come Harlan Edwards.

### Riprese
Le riprese della serie sono iniziate nel novembre del 2018 a Wilmington, nella Carolina del Nord e sono terminate il 6 maggio 2019.

## Distribuzione
Swamp Thing è stato presentato in anteprima il 31 maggio 2019 su DC Universe. Nonostante sia stata cancellata non molto tempo dopo la sua anteprima, DC Universe ha continuato a pubblicare gli episodi rimanenti della serie, con il rilascio del finale il 2 agosto 2019. In Italia è stata pubblicata i 2 dicembre 2019 su Prime Video.
Swamp Thing: The Complete Series è stato rilasciato digitalmente il 2 dicembre 2019 e negli Stati Uniti su DVD e Blu-ray l'11 febbraio 2020.
Nel maggio 2020, The CW ha acquisito i diritti di trasmissione della serie, e ha mandato in onda le repliche della serie dal 6 ottobre 2020 al 22 dicembre 2020.

## Cancellazione
Il 17 aprile 2019, è stato annunciato che la produzione della serie era stata interrotta inaspettatamente a causa di differenze creative con la società madre WarnerMedia della DC Universe, riducendo così l'ordine originale degli episodi da 13 a 10. Ulteriori rapporti hanno affermato che la serie è stata annullata a causa di carenze di bilancio dopo che il livello atteso degli sgravi fiscali offerti dallo stato della Carolina del Nord era stato sostanzialmente ridotto. Un rappresentante del DC Universe ha dichiarato che il servizio di streaming è stato rivalutato e che non ci sono piani per una seconda stagione. Alla domanda sul perché la serie è stata annullata, il portavoce ha risposto: "Purtroppo, al momento non siamo in grado di rispondere".
In un'intervista con Collider, l'attore Derek Mears (che interpreta il mostro protagonista) ha condiviso la sua reazione alla cancellazione della serie, descrivendolo come un "dolore" e affermando che sentiva che la decisione di cancellare la serie sembrava una "mancanza di rispetto" da parte della DC: "È stato un tale dolore scoprire dopo il primo episodio che era stata cancellata per una seconda stagione, ma tutto quello che abbiamo sentito fino a quel momento è stato quanto fosse tutto incredibile", ha detto Mears. E tutti dicevano: "Abbiamo un grande successo tra le mani, è assurdo."... Quindi siamo tutti un po' confusi adesso, perché non sappiamo ufficialmente perché è successo o perché la abbiano cancellata. Anche se la volessi cancellare, non aspetteresti fino alla fine, per vedere come reagiscono i fan? Quindi, da qualche parte sta succedendo qualcosa. [...] Sono molto orgoglioso di ciò che abbiamo fatto, ma anche molto rattristato da questa mancanza di rispetto", ha proseguito. "Abbiamo un bambino nuovo di zecca su cui abbiamo lavorato così duramente ed è come se qualcuno gli tagliasse la gola e dicesse "Ecco il tuo bambino" e poi "Oh, non avrai un altro bambino oltre questo" Perché dovresti farlo? [...] Forse qualcosa cambierà da qualche parte, se qualcosa si capovolge, e tutti potremmo riunirci di nuovo. Ma ti dico, che è una delle migliori esperienze che ho avuto, e che ho dato il massimo per lavorare insieme a questo gruppo di persone".
A metà del 2019, un movimento con l'hashtag #SaveSwampThing iniziò a diffondersi sui social media poco dopo che la serie fu annullata nel tentativo di salvare la serie. Mears ha anche mostrato il suo sostegno al movimento.

## Accoglienza
Su Rotten Tomatoes, la serie ha un punteggio di approvazione del 94% basato su 34 recensioni, con una valutazione media di 7,44/10. Il consenso critico del sito web recita: "Appoggiandosi all'orrore di tutto ciò, Swamp Thing nuota in profondità nelle trincee di questo strano mondo e ritorna con una spaventosa serie televisiva". Metacritic, che utilizza una media ponderata, ha assegnato alla serie un punteggio di 67 su 100 basato sulle recensioni di 5 critici, indicando "recensioni generalmente favorevoli".

## Riconoscimenti
- 2019 – Saturn Award[46]
  - Candidatura per la miglior serie televisiva di supereroi in streaming
- 2019 – Golden Reel Awards[47]
  - Candidatura per il miglior montaggio sonoro - colonna sonora e musical per i media episodici di trasmissione in forma breve (Outstanding Achievement in Sound Editing – Music Score and Musical for Episodic Short Form Broadcast Media) a Matthew Llewellyn per l'episodio Lezioni di anatomia.

## Arrowverse
Swamp Thing, come descritto nella serie, fa un cameo nell'evento crossover dell'Arrowverse Crisi sulle Terre infinite attraverso filmati d'archivio di Mears come personaggio. L'evento stabilisce che Swamp Thing è ambientato nel mondo di Terra-19.